# 西澤健太
西澤 健太（にしざわ けんた、1996年9月6日 - ）は、静岡県静岡市出身のプロサッカー選手。Jリーグ・サガン鳥栖所属。ポジションはミッドフィールダー。

## 来歴
清水エスパルスの下部組織出身で、ジュニアユースから6年間在籍。しかし、トップチームに昇格することはできず、筑波大学に進学。筑波大学では2016年に全日本大学サッカー選手権で優勝すると、2017年には関東大学サッカーリーグ戦でリーグ優勝を果たした。その年、西澤は関東大学サッカーリーグのアシスト王を獲得。3年時には清水エスパルスの練習に参加し、4年生となった2018年10月に加入が正式に決まった。大学経由で加入する史上初めての清水ユース出身選手となった。
2019年に清水エスパルスに入団。5月に監督が篠田善之に交代すると出場機会が与えられ、5月19日、第12節の大分トリニータ戦で途中出場から初出場を果たした。以降、左サイドハーフのポジションを掴み、数多くのゴールやアシストを記録。この年の優勝クラブである横浜F・マリノスにエスパルスはリーグ戦で2勝（シーズンダブル）しているが、決勝点を挙げたのは2試合とも西澤。9月13日、第26節の名古屋グランパス戦では2得点を決めて前回対戦に続いて勝利に貢献。次節の9月29日に行われた、アウェー湘南ベルマーレ戦では2ゴール2アシスト、4得点に絡む活躍でチームの勝利に貢献して、明治安田生命J1リーグ9月のKONAMI月間MVPに選ばれている。
2020シーズンはリーグ戦全試合に出場し、4ゴール10アシストを記録。8月19日の横浜F・マリノス戦ではクラブ通算の1300得点目を記録した。チームは開幕から5連敗を喫し、シーズン途中の監督交代と、とても難しいシーズンであったが、その中でもきちんと結果を残していて、このシーズンから右サイドハーフのポジションでもプレーをしている。2021年1月8日、以前から交際していた一般女性と入籍。
2021シーズンはロティーナ体制のもと、リーグ戦では27試合に出場したが2ゴールに留まった。オリンピック中断明けの横浜F・マリノス戦で、後藤のクロスボールにヘディングシュートで合わせ、今シーズン初ゴールを記録。第38節のホーム最終戦のセレッソ大阪戦では西澤の1ゴール1アシストでチームの勝利して、最終節での残留を決定した。
2022シーズンは13試合で2ゴールという結果になり、思い通りにはいかないシーズンとなった。序盤では、昨年痛めていた手の怪我により開幕に出遅れてしまう。シーズン途中で監督交代となり、ゼ・リカルド監督体制になるとスタメンで出続けていた。しかし、7月16日の浦和レッズ戦で足の怪我を負ってしまい、再び戦線離脱という状況になってしまった。
2023シーズンは27試合に出場するも、シーズン初のノーゴールで終わった。
2024シーズンはリーグ戦では14試合の出場に留まるが、初スタメンとなった第14節のアウェイザスパクサツ群馬戦では左足でのミドルシュートがゴールネットを揺らし3−0と勝利に貢献する。しかし、5月の練習試合で右鎖骨骨折で全治3ヶ月の怪我を負う。9月23日の第32節のアウェイ藤枝MYFC戦で先発復帰をすると、1点ビハインドの後半で同点ゴールと得意のセットプレーからアシストも記録して3−2と勝利に貢献した。
2024年を最後に清水エスパルスからサガン鳥栖への完全移籍となった。

## 所属クラブ
- カワハラFC
- 清水エスパルスジュニアユース
- 清水エスパルスユース
- 筑波大学
- 2019年 - 2024年  清水エスパルス
- 2025年 -  サガン鳥栖

## 個人成績
| 国内大会個人成績 | 国内大会個人成績 | 国内大会個人成績 | 国内大会個人成績 | 国内大会個人成績 | 国内大会個人成績 | 国内大会個人成績 | 国内大会個人成績 | 国内大会個人成績 | 国内大会個人成績 | 国内大会個人成績 | 国内大会個人成績 |
| 年度             | クラブ           | 背番号           | リーグ           | リーグ戦         | リーグ戦         | リーグ杯         | リーグ杯         | オープン杯       | オープン杯       | 期間通算         | 期間通算         |
| 年度             | クラブ           | 背番号           | リーグ           | 出場             | 得点             | 出場             | 得点             | 出場             | 得点             | 出場             | 得点             |
| 日本             | 日本             | 日本             | 日本             | リーグ戦         | リーグ戦         | リーグ杯         | リーグ杯         | 天皇杯           | 天皇杯           | 期間通算         | 期間通算         |
| ---------------- | ---------------- | ---------------- | ---------------- | ---------------- | ---------------- | ---------------- | ---------------- | ---------------- | ---------------- | ---------------- | ---------------- |
| 2016             | 筑波大           | 25               | 他               | -                | -                | -                | -                | 1                | 0                | 1                | 0                |
| 2017             | 筑波大           | 25               | 他               | -                | -                | -                | -                | 4                | 0                | 4                | 0                |
| 2019             | 清水             | 16               | J1               | 23               | 7                | 3                | 0                | 5                | 0                | 31               | 7                |
| 2020             | 清水             | 16               | J1               | 34               | 4                | 1                | 0                | -                | -                | 35               | 4                |
| 2021             | 清水             | 16               | J1               | 27               | 2                | 6                | 0                | 2                | 0                | 35               | 2                |
| 2022             | 清水             | 16               | J1               | 10               | 2                | 3                | 0                | 2                | 0                | 15               | 2                |
| 2023             | 清水             | 16               | J2               | 27               | 0                | 4                | 0                | 1                | 0                | 32               | 0                |
| 2024             | 清水             | 16               | J2               | 14               | 2                | 1                | 0                | 0                | 0                | 15               | 2                |
| 2025             | 鳥栖             | 16               | J2               |                  |                  |                  |                  |                  |                  |                  |                  |
| 通算             | 日本             | 日本             | J1               | 94               | 15               | 13               | 0                | 9                | 0                | 116              | 15               |
| 通算             | 日本             | 日本             | J2               | 41               | 2                | 5                | 0                | 1                | 0                | 47               | 2                |
| 通算             | 日本             | 日本             | 他               | -                | -                | -                | -                | 5                | 0                | 5                | 0                |
| 総通算           | 総通算           | 総通算           | 総通算           | 135              | 17               | 18               | 0                | 15               | 0                | 168              | 17               |

## タイトル

### クラブ
筑波大学
- 全日本大学サッカー選手権大会（2016年）
- 関東大学サッカーリーグ戦（2017年）

清水エスパルス
- J2リーグ（2024年）

### 個人
- 全日本大学サッカー選手権大会・ベストMF（2016年）
- 関東大学サッカーリーグ戦・アシスト王（2017年）
- J1リーグ・月間MVP：1回（2019年9月）

## 代表・選抜歴
- 静岡ユース
  - SBSカップ 国際ユースサッカー（2014年）
- 関東大学選抜A
  - デンソーカップサッカー（2017年）